# Marianne Gossweiler
Marianne Gossweiler (n. 15 mai 1943, Schaffhausen, Cantonul Schaffhausen, Elveția) este o sportivă ce a reprezentat Elveția, medaliată olimpică. A participat la 2 ediții ale Jocurilor Olimpice (1964, 1968) în care a câștigat o medalie de argint.